# 锁边

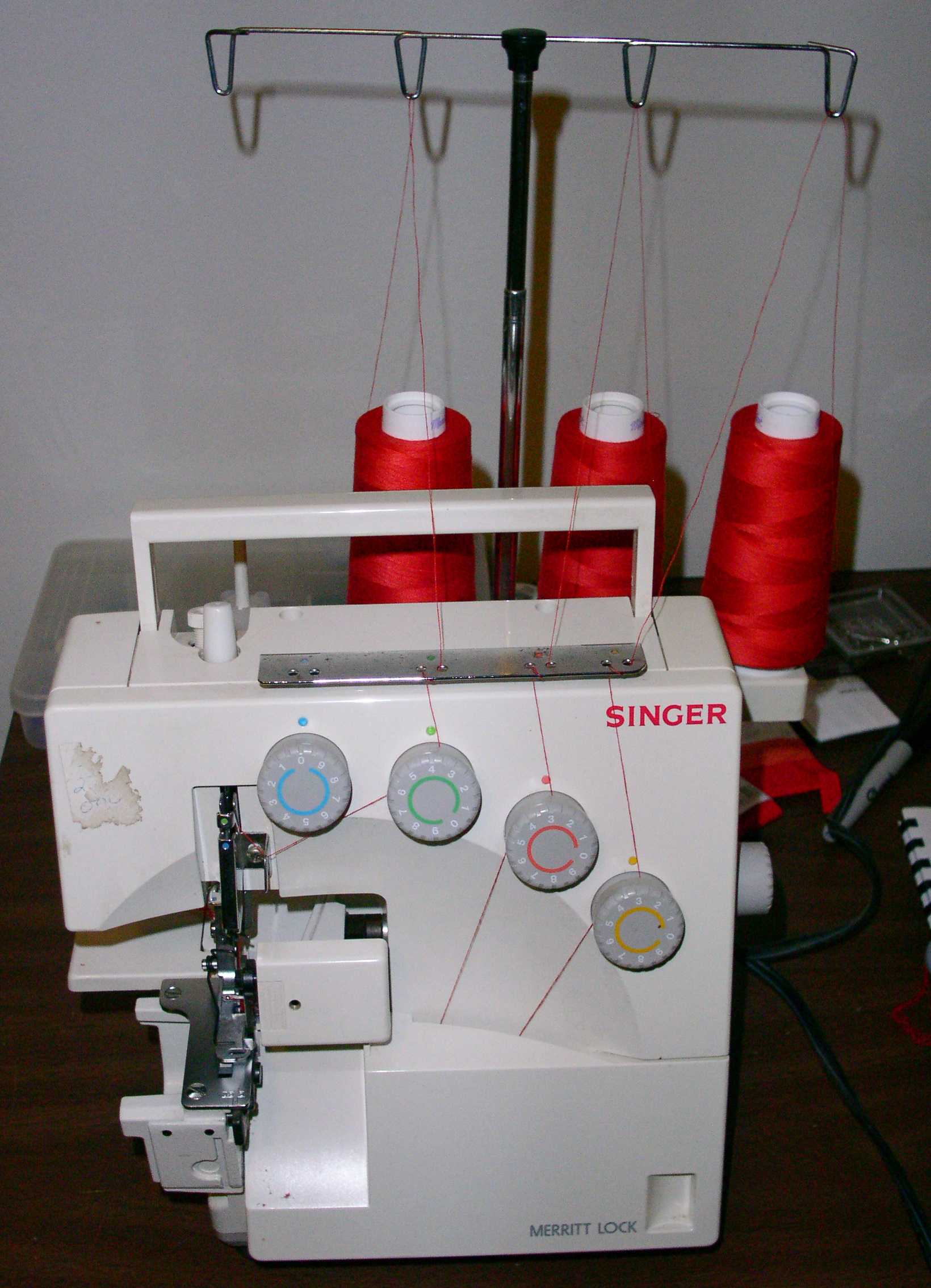
锁边机

锁边，又叫拷边、拷克或鈒骨，指将布片的边缘向内缝合少许，以避免布料边缘的纱线散脱。一般來說，機器鎖邊都會用到多於一組線，通常都是三組到五組不等。
锁边机由麦罗缝纫机公司于1881年发明。

## 类型
锁边有多种样式，分为1线、2线、3线、4线、5线式样。

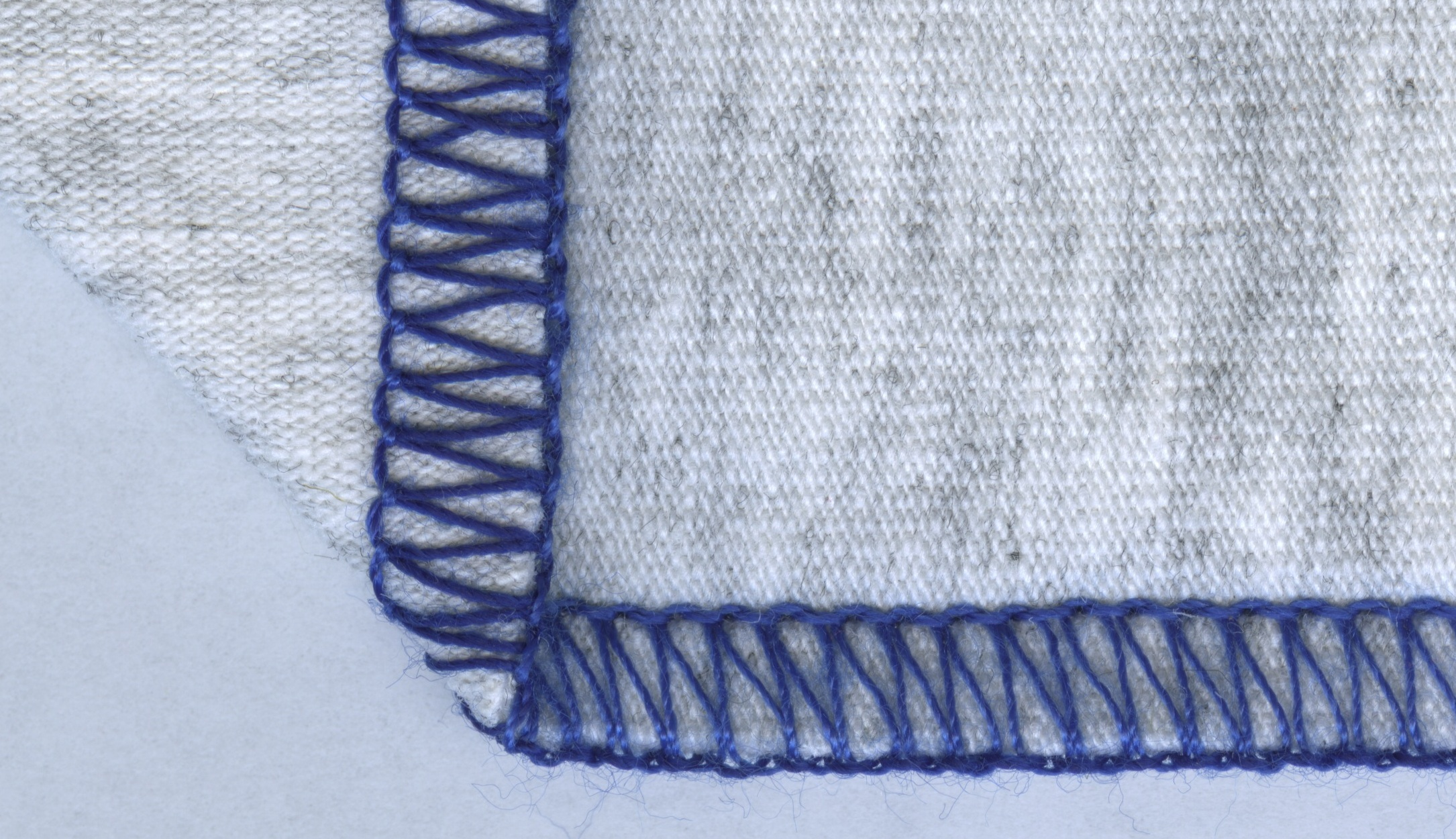
4-线, 5/32” 宽, 每英寸17针脚
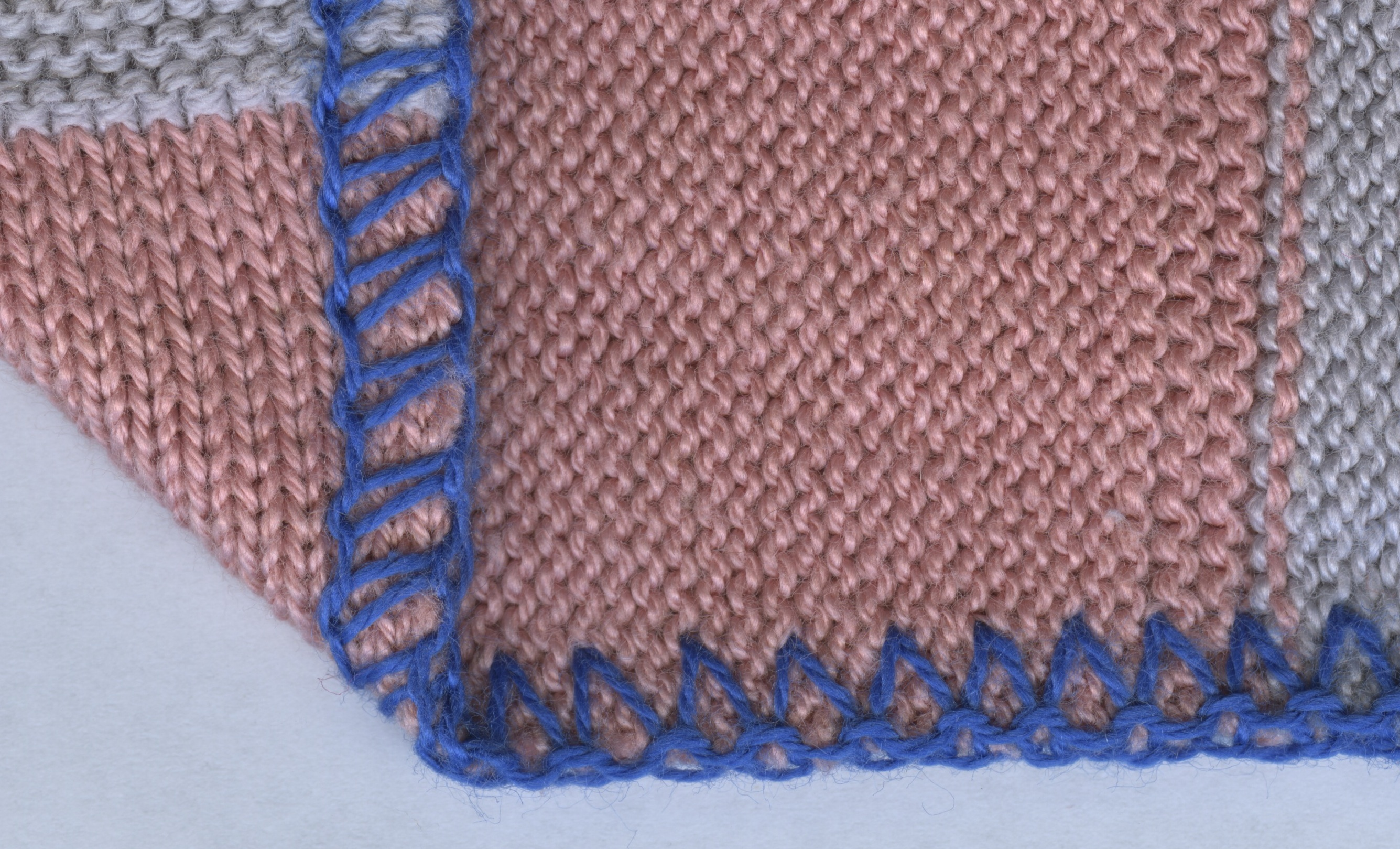
3-线, ¼” 宽, 每英寸7针脚